# Tan See Leng

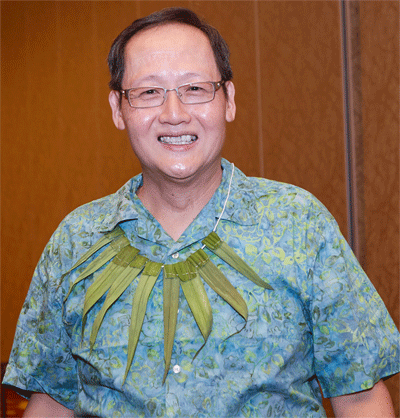
Tan See Leng (23. Oktober 2019)

Tan See Leng (chinesisch 陈诗龙, Pinyin Chén Shīlóng; * 1964) ist ein singapurischer Politiker der Volksaktionspartei PAP (People’s Action Party), der seit 2020 Mitglied des Parlaments und im Kabinett Lee Hsien Loong V seit 2020 Zweiter Minister für Handel und Industrie sowie seit 2021 auch Minister für Arbeitskräfte ist.

## Leben
Tan See Leng absolvierte nach dem Besuch der Monk’s Hill Primary School, der Monk’s Hill Secondary School, des Hwa Chong Junior College und des National Junior College NJC ein Studium der Medizin an der Yong Loo Lin School of Medicine der National University of Singapore NUS, welches er 1988 mit einem Bachelor of Medicine, Bachelor of Surgery (MBBS) beendete. Er war danach als Arzt tätig und gründete Anfang der 1990er Jahre die Healthway Medical Group, deren Chief Executive Officer (CEO) er von 1992 bis 2003 war. Er baute diese zu einer Klinikkette an mehr als 40 Standorten und einem Umsatz von 20 Millionen Singapur-Dollar pro Jahr aus, wodurch diese der zweitgrößte private Anbieter medizinischer Grundversorgung in Singapur ist. 1998 schloss er ein postgraduales Studium der Allgemeinmedizin an der NUS mit einem Master of Medicine (MMed) ab. 2004 schloss er ein postgraduales Studium der Betriebswirtschaftslehre an der University of Chicago Booth School of Business mit einem Master of Business Administration (MBA) ab. Danach wechselte er zum Medizinunternehmen Parkway Holdings und war zunächst Chief Operating Officer (COO) des Mount Elizabeth Hospital, ehe er zwischen 2011 und 2019 Geschäftsführer von Parkway Holdings sowie von Parkway Pantai war. Zugleich wurde er 2014 CEO und Geschäftsführender Direktor von IHH Healthcare Berhad, ein internationaler privater Gesundheitskonzern mit Hauptsitz in Kuala Lumpur, der sich auf hochwertige Gesundheitsdienstleistungen konzentriert und Asiens größter privater Gesundheitskonzern ist. Während seiner dortigen Tätigkeit verdoppelte die Gruppe ihren Umsatz und weitete seine Präsenz auf elf Länder mit 84 Krankenhäusern mit über 50.000 Mitarbeitende aus. Daneben lehrte er zwischen 2011 und 2019 an der Duke-Graduate Medical School der NUS und war ferner Mitglied des Beirates der Lee Kong Chian School of Business der Singapore Management University (SMU).
Nach Beendigung dieser Tätigkeiten begann Tan See Leng sein politisches Engagement für die People’s Action Party und wurde für diese bei den Parlamentswahlen am 10. Juli 2020 im Mehrpersonenwahlkreis (Group representation constituency) von Marine Parade GRC zum Mitglied des Parlaments gewählt. Nach der Wahl wurde er von Premierminister Lee Hsien Loong in dessen fünftes Kabinett berufen und ist seit dem 27. Juli 2020 Zweiter Minister für Handel und Industrie (Second Minister for Trade and Industry). Daneben war er zwischen dem 27. Juli 2020 und dem 14. Mai 2021 außerdem Minister im Amt des Premierministers (Minister, Prime Minister’s Office) und Zweiter Minister für Arbeitskräfte (Second Minister for Manpower). Im Zuge einer Kabinettsumbildung löste er am 15. Mai 2021 Josephine Teo als Ministerin für Arbeitskräfte (Minister for Manpower) ab.